# Judy (film)
Judy è un film del 2019 diretto da Rupert Goold.
La pellicola, adattamento cinematografico del dramma teatrale End of the Rainbow di Peter Quilter, narra gli ultimi mesi di vita della cantante e attrice Judy Garland, interpretata da Renée Zellweger, che per il ruolo ha vinto l'Oscar alla miglior attrice.

## Trama
Negli anni '30, la giovanissima Judy Garland inizia una carriera brillante grazie alla sua eccezionale voce. Il suo talento nel canto è tale da superare il successo di un'artista come Shirley Temple e altre star di Hollywood. Il mago di Oz è il film che la consacra e il capo della casa di produzione Metro-Goldwyn-Mayer, Louis B. Mayer, è tra i suoi manager. Questi ultimi, insieme alla madre della ragazza, finiscono per prendere il controllo della sua vita obbligandola a diete stressanti per conformarsi all'aspetto desiderato per il suo personaggio e all'assunzione di medicinali per sostenere gli estenuanti ritmi di lavoro. A Judy viene persino negato di dormire a causa degli impegnativi ritmi di lavoro. Alle sue obiezioni, Mayer risponde con l'intimidazione emotiva e fisica per tenerla in riga. La carriera di Judy è sfolgorante, ma la sua vita infelice e problematica.
Nel 1968 Judy è ormai una donna sfinita, distrutta dall'alcol e dai medicinali, piena di debiti e sempre in conflitto con il suo terzo  marito, Sidney Luft, per l'affido di Lorna e Joey, i loro due figli. Un giorno Judy, che porta sempre con sé nelle sue tournée i figli, torna nell'albergo nel quale era solita alloggiare con loro, per scoprire di non essere più accettata come cliente perché insolvente. Per questo motivo, Judy è costretta ad affidare i due ragazzi a Luft, dal quale ha, nel frattempo, divorziato. A una festa organizzata da sua figlia Liza Minnelli, Judy incontra Mickey Deans, proprietario di un nightclub. Tra i due è immediato feeling. Dal momento che l'apprezzamento nei suoi confronti si è raffreddato negli Stati Uniti a causa della sua inaffidabilità e dei suoi umori, è costretta, per sostenere i propri debiti, ad accettare un contratto con Bernard Delfont, proprietario del celebre nightclub "The Talk of the Town" di Londra. Lasciare Lorna e Joey è, però, molto difficile per lei e la separazione mette in crisi il già debole equilibrio dell'artista, che precipita ancora di più nell'alcol e nei farmaci.
Mentre è in Inghilterra, l'abuso di sostanze impedisce, addirittura, a Judy di esibirsi in modo affidabile. È in ritardo per la sua prima londinese e gli assistenti devono costantemente controllare la sua salute e sistemarle il trucco. Le sue performance, tuttavia, sono in generale eccellenti e i fan sono entusiasti.
Al termine di uno spettacolo, in preda a una crisi di solitudine, Judy esce dal teatro alla ricerca di qualcuno che le conceda un po' di tempo e di compagnia disinteressata. Incontra due fan gay che la stimano e adorano e si unisce a loro per uno spuntino a tarda notte nel loro appartamento. Qui condividono le loro  difficoltà e dispiaceri e mentre lei canta Get Happy uno dei fan suona il piano. Nel frattempo Deans arriva a Londra per una visita a sorpresa, cosa che la rallegra molto. Le difficoltà di Judy non cessano e soprattutto alcuni problemi alla voce spingono l'agente britannico che la segue a farla visitare da un medico specialista al quale l'artista dice di aver subito, due anni prima, una tracheotomia che le ha indebolito la voce. Il medico le diagnostica un esaurimento fisico e mentale che richiede riposo per il recupero. La relazione con Deans è un grande sostegno e conforto per Judy, che gli propone di sposarsi. L'uomo accetta e diventa il suo quinto marito. Il dolore per la separazione dai figli Lorna e Joey, però, la tormenta molto e la fa soffrire. Un giorno, Deans le comunica circa il fallimento di un affare e il conseguente mancato introito di denaro. Ciò la costringe a restare in Inghilterra per sbarcare il lunario e a rinunciare al ricorso alle vie legali per ottenere la custodia dei figli, che, tuttavia, sembrano aver accolto con piacere la stabilità che hanno trovato con il padre in California. Durante un'esibizione, la donna si comporta in modo strano, parla a sproposito e in seguito sviene sul palco. La sua carriera è ormai distrutta e i suoi spettacoli annullati. Una notte, tuttavia, grazie alla disponibilità  di un collega, riesce a tornare sul palco dove canta in modo sublime una prima canzone, ottenendo grande apprezzamento da parte del pubblico. Quando tuttavia tenta di cantare un secondo brano, il suo grande successo Over the Rainbow, si deve interrompere a causa della mancanza di voce; uno dei due amici gay che si trova tra il pubblico, però, si alza e continua a cantare il brano coinvolgendo i presenti. Judy chiede, allora, al pubblico che la applaude: "Non mi dimenticherai, vero?", "Prometti che non lo farai". La cartolina finale del film informa che sarebbe morta sei mesi dopo, nell'estate del 1969.

## Produzione
Le riprese del film sono iniziate il 19 marzo 2018 a Londra.

## Colonna sonora
Le canzoni della colonna sonora del film, eseguite da Renée Zellweger, sono state pubblicate dalla Decca Records nell'album Judy.

## Promozione
Il primo trailer del film viene diffuso il 10 maggio 2019.

## Distribuzione
La pellicola è stata presentata al Toronto International Film Festival l'11 settembre e distribuita nelle sale cinematografiche statunitensi a partire dal 27 settembre, in quelle britanniche dal 4 ottobre ed in quelle italiane dal 30 gennaio 2020.

## Accoglienza

### Critica
Dopo la proiezione al Toronto International Film Festival, la performance di Renée Zellweger ha ricevuto una standing ovation senza paragoni, come dichiarato dai presenti in sala, fermata solamente dall'attrice stessa che era in lacrime.

## Riconoscimenti
- 2020 - Premio Oscar[2][8]
  - Migliore attrice a Renée Zellweger
  - Candidatura per il miglior trucco e acconciatura a Jeremy Woodhead
- 2020 - Golden Globe[9]
  - Migliore attrice in un film drammatico a Renée Zellweger
- 2019 - British Independent Film Awards[10][11]
  - Miglior attrice a Renée Zellweger
  - Miglior trucco e acconciature a Jeremy Woodhead
  - Candidatura per la miglior fotografia a Ole Bratt Birkeland
  - Candidatura per i migliori costumi a Jany Temime
  - Candidatura per la miglior scenografia a Kave Quinn
- 2019 - Chicago Film Critics Association Awards[12]
  - Candidatura per la miglior attrice a Renée Zellweger
- 2019 - Hollywood Film Awards[13]
  - Miglior attrice a Renée Zellweger
- 2020 - Independent Spirit Awards[14]
  - Miglior attrice protagonista a Renée Zellweger
- 2019 - National Board of Review Awards[15]
  - Migliori dieci film indipendenti dell'anno
  - Miglior attrice a Renée Zellweger
- 2019 - San Diego Film Critics Society Awards[16][17]
  - Candidatura per la miglior attrice a Renée Zellweger
  - Candidatura per il miglior artista emergente a Jessie Buckley
- 2019 - Satellite Award[18]
  - Candidatura per la migliore attrice in un film drammatico a Renée Zellweger
  - Candidatura per i migliori costumi a Jany Temime
- 2020 - Premio BAFTA[19][20]
  - Migliore attrice protagonista a Renée Zellweger
  - Candidatura per i migliori costumi a Jany Temime
  - Candidatura per il miglior trucco e acconciatura a Jeremy Woodhead
- 2020 - Capri, Hollywood[21]
  - Miglior attrice a Renée Zellweger
- 2020 - Critics' Choice Awards[22][23]
  - Miglior attrice a Renée Zellweger
  - Candidatura per il miglior trucco
- 2020 - Palm Springs International Film Festival[24]
  - Miglior attrice a Renée Zellweger
- 2020 - Screen Actors Guild Award[25]
  - Miglior attrice cinematografica a Renée Zellweger